# Вишневецкий, Януш
Князь Януш Константинович Вишневецкий, Янус Висьневецкий, (июнь 1599 — 9 ноября 1636) — государственный и военный деятель Речи Посполитой, староста кременецкий (с 1629), конюший великий коронный (1633—1636).

## Биография
Представитель знатного древнего русско-литовского княжеского рода Вишневецких герба «Корибут». Старший сын воеводы белзского и русского, князя Константина Константиновича Вишневецкого (1564—1641), от первого брака с Анной Загоровской (до 1574—1600/1602). Потомок великого князя литовского Гедимина в XIII колене.
Получил хорошее образование за границей, где длительное время провёл в Италии. Во время зарубежного путешествия участвовал в военных действиях. Некоторое время служил в армии герцога Савойского Карла Эммануила I. Во время своего второго путешествия на Запад вступил в испанскую армию Амброзио Спинолы, под командованием которого принимал участие в осаде испанцами голландской крепости Бреда (1624—1635).
После возвращения в Польшу князь Януш Вишневецкий проявил интерес к военному делу и неоднократно принимал участие в боях с крымскими татарами. Участвовал в войнах Речи Посполитой с Османской империей, Швецией и Русским государством. В 1633 году во время военных действий против турецкой армии Абаза-паши Януш Вишневецкий за свой счёт снарядил две пешие и одну конную хоругви. Содержал при своём дворе надворное войско, на содержание которого платил 120 тысяч злотых из собственной казны. Часть своих доходов направлял на поддержание мира и спокойствия.
Неоднократно избирался послом от Луцкой земли на сеймы, принадлежал к придворной партии сторонников великого канцлера коронного Томаша Замойского. В 1631 году после смерти князя Юрия Збаражского, последнего мужского представителя рода Збаражских, Януш Вишневецкий вместе с сестрой Евой унаследовал значительную часть их владений на Волыни с центром в Збараже. Крупное богатство позволило ему вести щедрую жизнь, но вскоре он оказался в больших долгах. В отличие от других членов рода Вишневецких Януш был человеком мирным и спокойным. Высоко ценил культуру и был щедрым меценатом. Его протеже был польский поэт Самуил Твардовский, который по завещанию князя Януша Вишневецкого получил село Зарубинцы.
Януш Вишневецкий даже претендовал на польскую корону. В 1634 году участвовал в сейме, где выступал против еретиков и православных.
Князь Януш Вишневецкий не имел крепкого здоровья, хотя точно не известно, какими, конкретно, болезнями он страдал. 9 ноября 1636 года 37-летний князь скончался, оставив после себя много долгов. После его смерти поэт Самуил Твардовский написал о нём панегирик «Książę Wiśniowiecki Janusz».

## Семья
19 сентября 1627 года в Вильно женился на Екатерине Евгении Тышкевич (ок. 1610—1646), дочери воеводы виленского Януша Скумина-Тышкевича (ок. 1572—1642) и Барбары Нарушевич. Дети:
- Дмитрий Ежи Вишневецкий (1631—1682), каштелян краковский и гетман великий коронный
- Константин Кшиштоф Вишневецкий (1633—1686), воевода подляшский, брацлавский и белзский.